# Флаг Приморско-Куйского сельсовета
Флаг муниципального образования «Приморско-Куйский сельсовет» Заполярного муниципального района Ненецкого автономного округа Российской Федерации.
Флаг утверждён 26 мая 2010 года и внесён в Государственный геральдический регистр Российской Федерации с присвоением регистрационного номера 6347.
Флаг Приморско-Куйского сельсовета отражает исторические, культурные, социально-экономические, национальные и иные местные традиции.

## Описание флага
«Прямоугольное полотнище с отношением ширины к длине 2:3, состоящее из двух равных горизонтальных полос — белой и голубой с изображением фигур герба: красной четырёхлучевой звезды посередине полотнища, голубого северного сияния на белой полосе и белых стилизованных оленьих рогов на голубой».

## Символика флага
Флаг разработан на основе герба Приморско-Куйского сельсовета.
Приморско-Куйский сельсовет — молодое муниципальное образование, имеющее богатые культурные и исторические традиции.
Символика фигур флага сельсовета многозначна:
— четырёхлучевая звезда символизирует само муниципальное образование, в состав которого входит четыре населённых пункта;
— красная звезда отражает особенности муниципального образования, указывая на название центра сельсовета посёлка Красное;
— звезда как традиционный символ путеводности, духа, высоких идеалов, напоминает о значимом историческом событии — в 1937 году во время перелёта Москва — Земля Франца-Иосифа — Москва в районе деревни Куя находился запасной аэродром и в одном из домов останавливался лётчик Герой Советского Союза Михаил Васильевич Водопьянов;
— стилизованные оленьи рога, использующиеся в качестве основного элемента ненецкого национального орнамента, на флаге сельсовета образно указывают на преобладание среди жителей коренного населения — ненцев;
— две фигуры оленьих рогов — аллегория двух оленеводческих хозяйств — СПК «Харп» и СПК «Ерв».
— стилизованное северное сияние указывает на название колхоза «Харп», ставшего своего рода градообразующим предприятием, «Харп» в переводе с ненецкого языка означает «Северное сияние»;
— северное сияние показывает северное расположение муниципального образования.
Белый цвет (серебро) — символ чистоты, совершенства, мира и взаимопонимания; серебро — цвет северных просторов.
Голубой цвет — символ чести, благородства, духовности. Цвет бескрайнего неба и водных просторов
Красный цвет — символ труда, силы, мужества, красоты и праздника.